# Shilton (Warwickshire)
Pour les articles homonymes, voir Shilton.
Shilton est un village du Warwickshire, en Angleterre. Il est situé dans le nord-est du comté, à 9 km au nord-est de la ville de Coventry. Administrativement, il constitue la majeure partie de la paroisse civile de Shilton and Barnacle avec le hameau de Barnacle (en) et relève du borough de Rugby.

## Localisation
Le village se trouve à environ 8,9 km au nord-est de Coventry sur la route B4065 et à un carrefour avec la route B4029, et à la même distance au sud-ouest de Hinckley. Administrativement, Shilton se trouve dans une partie périphérique du borough de Rugby, bien qu'elle se trouve à plus de 13 km au nord-ouest de la ville de Rugby.
Shilton est presque coupée en deux par la ligne ferroviaire de Trent Valley (qui fait partie de la West Coast Main Line). Le village possédait autrefois sa propre gare ferroviaire sur cette ligne, ouverte en 1847 et fermée en 1957. A une courte distance au nord-ouest du village se trouve l'autoroute M69.

## Centres d'intérêt
Le village contient un certain nombre de vieux chalets le long de la rue principale qui étaient historiquement occupés par des tisserands, une salle des fêtes et un ancien pub, le "Shilton Arms", le deuxième pub appelé "Old Plough" n'existe plus.
Le village a été mentionné dans le Domesday Book de 1086 sous le nom de « Scelftone » et comptait huit ménages,. L'église paroissiale de Saint-André existe depuis le XIIIe siècle, mais a été reconstruite deux fois aux XIVe et XVe siècles. Un deuxième bas-côté nord a été ajouté en 1865 et a été conçu par Sir George Gilbert Scott. Le cimetière possède des pierres tombales du XVIIIe siècle richement sculptées. Il y a aussi une petite chapelle baptiste dans le village qui date de 1867.

## Toponymie
Shilton est un toponyme d'origine vieil-anglaise. Il fait référence à une ferme (tūn) située sur une corniche ou une saillie (scylf). Il est attesté sous la forme Scelftone dans le Domesday Book, compilé en 1086.

## Démographie
Au recensement de 2011, la paroisse civile de Shilton comptait 875 habitants.

## Galerie

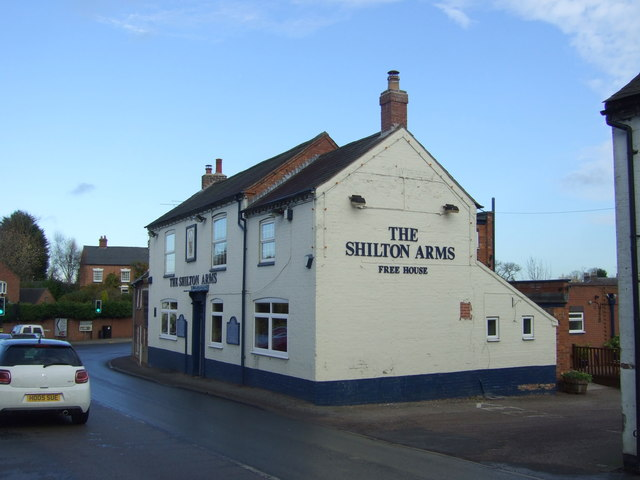
The Shilton Arms.
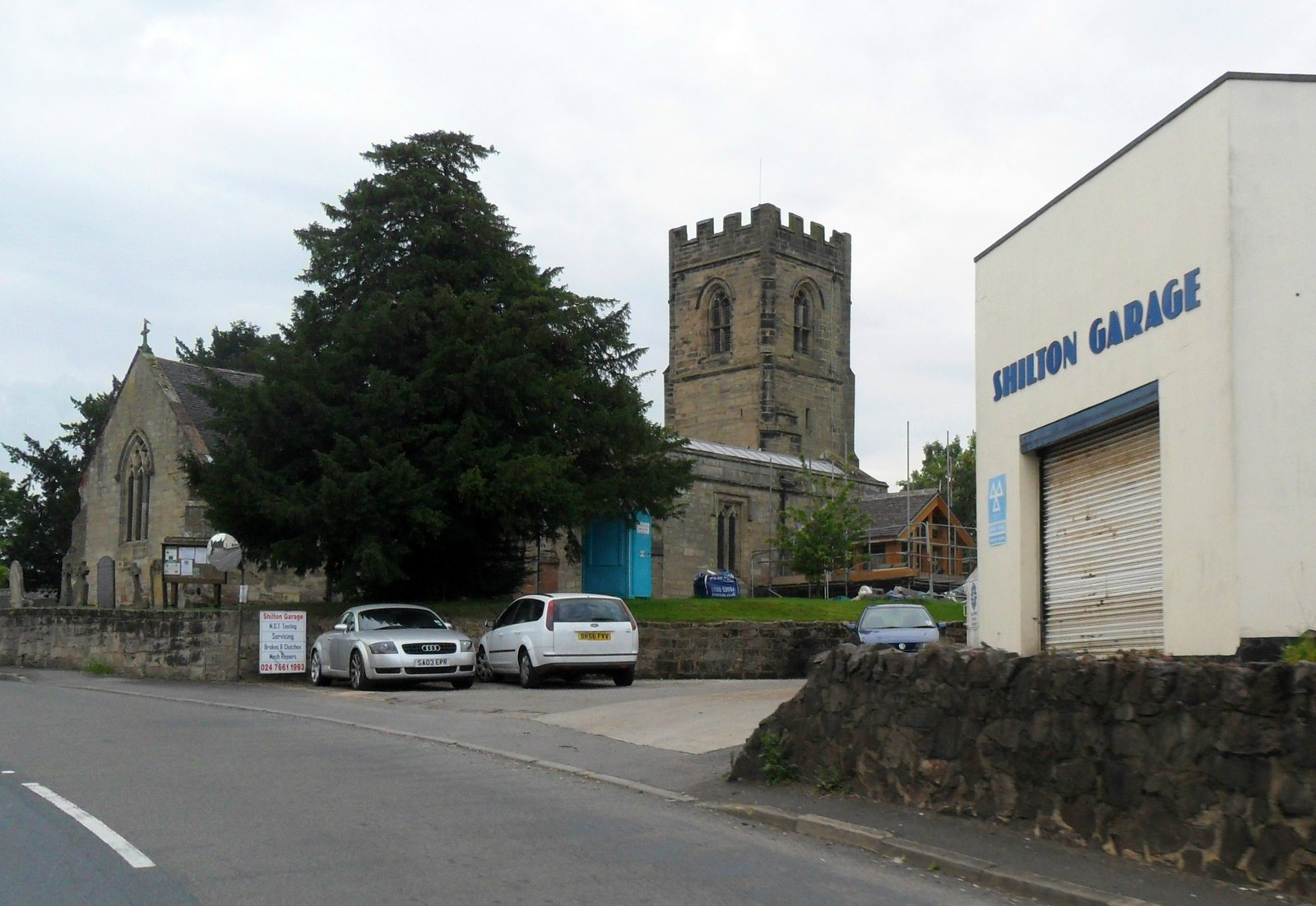
St. Andrew's.
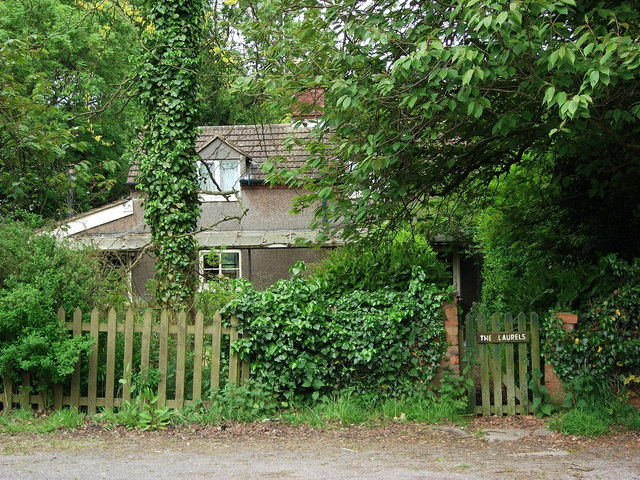
'The Laurels', Shilton Lane.